# Раевский, Борис Маркович
Бори́с Ма́ркович Рае́вский (настоящая фамилия Ривкин; 23 сентября 1920 — 17 февраля 1984) — русский советский писатель, поэт, автор книг для молодёжи, посвящённых событиям революции и спорту.

## Биография
Родился 23 сентября 1920 года в Минске в семье служащего, настоящее имя Борис Менделевич Ривкин.
В 1946 году окончил филологический факультет Ленинградского университета.
Жил в Ленинграде. Работал литсотрудником газеты «Советская Балтика», учителем в средней школе.
Литературным трудом занимался с 1946 года, писал детские стихи (первый сборник — «Отличники», опубликован в 1947 году), с 1951 года известен также как автор прозаических произведений (повесть «Только вперед», где под именем Леонида Кочетова выведен советский пловец Леонид Мешков).
Жена — Волчок Берта (Бася) Яковлевна (26 мая 1922 — 21 марта 1990), кандидат исторических наук, старший научный сотрудник Ленинградского отдела Института этнографии АН СССР.

## Критика
В 1956 году в издательстве «Детгиз» вышла книга для детей школьного возраста «Товарищ Богдан. Рассказы о Бабушкине» о революционере-большевике И. В. Бабушкине. В том же году отрывки из этой книги были опубликованы в журнале «Юность» В рецензии на книгу в литературном журнале «Звезда» было отмечено, что писатель смог создать книгу для детей и не вышел «за пределы детского понимания», однако, писатель «даёт меньше пищи уму молодого читателя, чем мог бы».

 Но и при отмеченных недостатках книга Б. Раевского будет интересным и полезным чтением для тех, кому ещё предстоит перейти в «старший школьный возраст».— журнал «Звезда», 1957 год
Такую же оценку книге дал литературный журнал «Нева», отметивший, что писателю многое удалось и «он умеет передать и драматизм сцены и вызвать улыбку», но:

И все-таки Б. Раевскому приходится сделать серьёзный упрек, относящийся, впрочем, почти ко всем, кто в последние годы писал на историко-революционную тему.
 Стремясь к документальной достоверности каждого эпизода, каждого диалога, писатель сковывает свою творческую фантазию, отказывается от художественного домысливания.

## Избранная библиография

### Стихи
- Две карты: Стихи (Для детей) / — Челябинск: Челябинское областное гос. издательство, 1950. — 40 с.
- Друзья: Стихи (Для младш. и сред. возраста) — Москва; Ленинград: изд. и 2-я фабрика детской книги Детгиза в Л., 1950. — 36 с.
- У костра: Стихи (Для младш. возраста) / Рис. И. Харкевича. — Москва; Ленинград: изд. и 2-я фабрика детской книги Детгиза в Л., 1950. — 24 с.
- Пионерские тропы: Стихи [Для детей] / Ил.: С. С. Алюхин. — Челябинск: Челяб. обл. гос. изд-во, 1951. — 64 с.
- Плечом к плечу: Стихи (Для младш. и сред. возраста) / Ил.: Н. Кустов. — Ленинград: Лениздат, 1952. — 48 с.
- Наша команда: Стихи [Для младш. и сред. возраста] / Ил.: В. Ветрогонский. — Москва; Ленинград: Детгиз, 1953. — 40 с.

### Песни
- Морской язык: Детская песенка / Слова Б. Раевского; Музыка М. Феркельман; Рис. Б. Явич. — Ленинград: Ленингр. отд-ние Музфонда СССР, (2-я ф-ка дет. книги Детгиза), 1949 — 16 с.
- Пионерские мечты: Для хора с ф.-п. / Слова Б. Раевского; Музыка А. Владимирцова. — Л.: Музгиз, 1951. — 5 с.
- Как я катаюсь на велосипеде: Для голоса с ф.-п.: до#.1-ми.2 / Слова Б. Раевского; муз. В. Сорокина. — Таллин: Союз советских комп. ЭССР, 1951. — 3 с.
- Первая пятерка: Для хора с ф.-п. / Слова Б. Раевского; муз. Е. Сироткина — Таллин: Союз советских комп. ЭССР, 1952. — 3 с.
- За черникой: Шуточная сценка для детского ансамбля или хора с сопровожд. ф.-п. / Слова Б. Раевского; муз. Н. Леви — Л.: Музгиз, 1952. — 11 с.
- Как я учил уроки. Для голоса с ф.-п.: до.1-ре.2 / Слова Б. Раевского; муз. В. Сорокина — Л.: Союз советских композиторов, 1953. — 5 с.
- Вот солнце над землею засверкало: Песня для голоса с баяном: d.1-g.2 / Слова Б. Раевского; Музыка Д. Прицкера — Л.: Советский композитор, 1960. — 5 с.

### Проза
- Только вперед! Повесть. — [Челябинск] : Челяб. обл. гос. изд-во, 1951. — 384 с.
- Только вперед! Повесть : [Для сред. и старш. возраста] / Рис. Г. Праксейна. — Москва ; Ленинград: Детгиз, 1952. — 263 с.
- Мяч в игре. Повесть. — Челябинское книжное издательство, 1954. — 196 с.
- Счет открыт (Рассказы о спортсменах): [Для сред. и старш. возраста] / Рис. В. Ветрогонского. — Ленинград: Детгиз, 1954. — 155 с.
- Товарищ Богдан: Рассказы о Бабушкине : [Для сред. возраста] / Рис. В. Ветрогонского. — Ленинград: Детгиз. [Ленингр. отд-ние], 1956. — 256 с.
- Товарищ Богдан: Рассказы о Бабушкине : [Для сред. возраста] / Рис. Вл. Ветрогонского. — [2-е изд., доп.]. — Ленинград: Детгиз. [Ленингр. отд-ние], 1957. — 295 с.
- Ответственный редактор (Рассказы о «Правде», 1912—1914 гг.) : [Для сред. и старш. возраста] / [Ил.: Т. Ксенофотов]. — Ленинград: Детгиз. [Ленингр. отд-ние], 1957. — 160 с.
- Только вперед!: Повесть : [Для сред. и старш. возраста] / Рис. В. Ветрогонского. — [2-е изд., доп.]. — Ленинград : Детгиз. [Ленингр. отд-ние], 1959. — 302 с.
- Второе дыхание: Рассказы о спортсменах. — Ленинград: Лениздат, 1961. — 256 с.
- Следопыты: Повесть : [Для младш. и сред. возраста] / Б. М. Раевский, А. Л. Софьин ; Рис. Н. Лямина. — Ленинград : Детгиз. [Ленингр. отд-ние], 1961. — 196 с.
- Борька со Второй Лесной: Рассказы. — Москва: Знание, 1964. — 96 с.
- Чемпион уступает бровку: [Рассказы] : [Для сред. и старш. возраста]. — [Ленинград] : [Детгиз. Ленингр. отд-ние], 1963. — 221 с.
- Операция на сердце: рассказы / Б. Раевский; [рис. Т. Ксенофонтова]. — Ленинград : Гос изд-во дет. лит-ры М-ва просвещения РСФСР, 1964. — 269 с.
- Товарищ Богдан: рассказы о Бабушкине: [для среднего и старшего возраста] / Б. М. Раевский; рис. В. Ветрогонского. — Ленинград : Дет. лит. [Ленинградское отд-ние], 1965. — 304 с.
- Зелёная скамеечка [рассказ : для дошкольного возраста] / Рис. Н. Лямина. — Ленинград: Дет. лит. [Ленинградское отд-ние], 1966. — 16 с.
- В нашу пользу : Рассказы : [Для сред. возраста] / Ил.: Ю. Китаев. — Ленинград: Дет. лит. [Ленингр. отд-ние], 1966. — 270 с.
- Ежедневно, кроме понедельника [Рассказы о газ. «Правда»] / Ил.: Т. Ксенофонтов. — Ленинград: Дет. лит. [Ленингр. отд-ние], 1967. — 183 с.
- Пятьдесят: Сборник рассказов для детей / Сост. Б. Раевский; Ил.: В. Бескаравайный. — Ленинград: Дет. лит. [Ленингр. отд-ние], 1967. — 287 с.
- По следам М. Р.; Большая Берта: Повести [Для сред. возраста] / Б. М. Раевский, А. Л. Софьин; Ил.: Н. Лямин. — Ленинград: Дет. лит. [Ленингр. отд-ние], 1968. — 320 с.
- Пять страничек: Рассказы о Н. К. Крупской (Для старш. дошкольного и младш. школьного возраста) / [Ил. В. Бескаравайный]. — Ленинград: Дет. лит. [Ленингр. отд-ние], 1968. — 24 с.
- Государственный Тимка: Рассказы [Для сред. и ст. возраста] / [Ил.: В. Бескаравайный]. — Ленинград: Дет. лит. [Ленингр. отд-ние], 1969. — 239 с. — Тираж 75 000 экз.
- Товарищ Богдан: Рассказы о Бабушкине : [Для сред. и старш. возраста] / Рис. В. Ветрогонского. — [Изд. доп.]. — Ленинград : Дет. лит. [Ленингр. отд-ние], 1970. — 352 с.
- Сколько стоит рекорд: Рассказы : [Для сред. и ст. возраста] / [Ил.: В. Бескаравайный]. — Ленинград : Дет. лит. [Ленингр. отд-ние], 1971. — 231 с. : ил.; 21 см.
- Поединок с самим собой: Повесть : [Для сред. и ст. возраста] / [Ил.: Т. Ксенофонтов]. — Ленинград : Дет. лит. [Ленингр. отд-ние], 1972. — 190 с. : ил.; 21 см.
- Зелёная скамеечка: Рассказ: [Для ст. дошкольного возраста] / Рис. Н. Лямина. — [2-е изд.]. — Ленинград : Дет. лит. [Ленингр. отд-ние], 1973. — 16 с.
- Ждем с нетерпением: Рассказы : [Для ст. дошкольного и мл. школьного возраста] / [Ил.: В. Бескаравайный]. — Ленинград : Дет. лит. Ленингр. отд-ние, 1972. — 24 с.
- Удар! Ещё удар!..: Рассказы. — Ленинград: Дет. лит., 1974. — 141 с.
- Если нужно революции: Рассказ о Я. М. Свердлове: [Для ст. дошкольного и мл. школьного возраста] / Рис. Ю. Лаврухина. — Ленинград: Дет. лит. [Ленингр. отд-ние], 1974. — 28 с., 100 000 экз.
- Служим революции: Рассказы : [Для ст. дошкольного и мл. школьного возраста] / Борис Раевский ; Рис. В. Бескаравайного. — Ленинград : Дет. лит. Ленингр. отд-ние, 1976. — 88 с.
- Наш питерский: Рассказы о Василии Шелгунове [Для сред. и ст. возраста] / Борис Раевский; [Рис. Л. Рубинштейна]. — Ленинград : Дет. лит. Ленингр. отд-ние, 1977. — 158 с. — Тираж 75 000 экз.
- Поединок с самим собой: Повесть и рассказы. Для сред. и ст. возраста/Борис Раевский; Худож. Б. Смирнов. — Л.: Дет. лит., 1980. — 254 с. — 70 к. 100 000 экз.
- Раевский Б. М. Нина Куковерова / Художник Б. Юдин. — М.: Малыш, 1972. — 19 с, ил. — (Пионеры-герои). — 150 000 экз.
- Раевский Б. Ленинградка // Орлята / отв. ред. Г. А. Аршинников. — 2-е изд. — Л. : Детская литература, 1965. — С. 121-132. — 192 с. — (Школьная библиотека). — 100 000 экз.
- Раевский Б. Нина Куковерова // Пионеры-герои : альбом-выставка. — Малыш, 1969. — С. 14-19. — 32 с. — 100 000 экз. — ББК 63.3(2)622.81.
- Нина Куковерова [Для мл. школ. возраста] / Худож. В. Юдин. — М.: Малыш, 1981. — 16 с.
- Орлята: Сборник рассказов для детей / Сост. Б. М. Раевский; Худож. В. В. Тамбовцев. — Л.: Лениздат, 1981. — 277 с.
- Пусть победит сильнейший: Рассказы. [Для сред. и ст. шк. возраста] / Борис Раевский; [Рисунки В. Лебедева]. — Л. : Дет. лит. : Ленингр. отд-ние, 1985. — 127 с.
- Служим революции: Рассказы. [Для ст. дошк. и мл. шк. возраста] / Борис Раевский; Рис. В. Бескаравайного. — Ижевск : Удмуртия, 1989. — 85 с.

### Переводы
- Само напред: Повест / Б. Раевски; Прев. от рус. Атанас Смирнов; Ил. Г. Праксейн. — София : Народна младеж, 1953. — 249 с. : ил.; 21 см.
- Scorul a fost deschis / B. Raevski; In romîneşte de Iura Derevencu şi E. Fuldă; Il. de Vetrogonski. — Bucureşti: Ed. tineretului, 1955. — 205 с.
- Sportovec / B. Rajevskij; Z rus. přel. dr. Hana Malínská a Jana Kuevová; Il. Jiří Kalousek. — Praha: Mladá fronta, 1954. — 277 с.